# Ritchie Valens
Ritchie Valens, pseudonimo di Richard Steven Valenzuela (Pacoima, 13 maggio 1941 – Clear Lake, 3 febbraio 1959), è stato un cantante e chitarrista statunitense di origini messicane. Nonostante la sua breve carriera, interrotta dalla morte in un incidente aereo a nemmeno  diciott'anni, Valens fu autore di 7 brani. Ha utilizzato anche lo pseudonimo Arvee Allens.

## Biografia

Autografo di Ritchie Valens

Nacque il 13 maggio 1941 a Pacoima, un sobborgo di Los Angeles da Joseph Steven Valenzuela (1896-1952) e Concepciòn Reyes (1915-1987). La sua famiglia era molto povera; il padre, Steve, si guadagnava da vivere commerciando il legname, la madre, Connie, lavorava in una fabbrica di munizioni in una località non distante da San Fernando, luogo in cui il piccolo Richard, insieme ai suoi genitori e al fratellastro Robert Morales trascorse i primi anni di vita.
Crebbe circondato dalla musica messicana, ma cominciò molto presto ad amare anche gruppi vocali, come The Crows, The Penguins e The Drifters e cantanti come Bo Diddley, Buddy Holly e Little Richard, tanto che in seguito sarà conosciuto come il Little Richard della San Fernando Valley. Nel 1951, dopo la morte del padre, Ritchie si trasferì in una piccola casa di Fillmore con la madre Connie, suo fratello maggiore Robert e le sue due sorelle.
A 13 anni Ritchie, che aveva imparato molto presto a suonare la chitarra (la sua prima chitarra gli venne regalata quando aveva 5 anni, ma questa era rotta e composta da due sole corde. Ritchie, tuttavia, con il tempo aggiunse le corde che mancavano, completando così lo strumento ed imparando sempre meglio), entra nella Pacoima Junior High ed è proprio in quegli anni che cresce a dismisura la sua passione per la musica: partecipa a tutte le feste organizzate dagli studenti, intrattenendoli con la sua voce, le melodie e i ritmi influenzati dalle folk-song messicane che aveva imparato dai suoi genitori. In quel periodo, tra gli studenti, Richie è già considerato un divo: lui e la chitarra, sua inseparabile compagna, sono gli ospiti fissi delle assemblee studentesche e delle pause pranzo.
Nel maggio del 1958 Ritchie entra a far parte dei Silhouettes, l'unica band rock'n'roll di Pacoima. I Silhouettes diventano subito delle celebrità locali e a Richie si presenta l'occasione della vita: Bob Keane, il proprietario della Keen Records, aveva ascoltato una registrazione, effettuata da un talent-scout, di una esibizione dei Silhouettes e poiché era in cerca di un giovane talento per la sua nuova casa discografica, la Del-Fi, decise di fare un'audizione al giovane Richie.
Keane giudicò buona la performance di Richie, che aveva suonato un brano strumentale di sua composizione. Dopo aver cambiato look e nome (aggiunse una t al suo primo nome e abbreviò il suo cognome in Valens) esce il suo primo singolo Come on, let's go! che, dopo un immediato successo locale all'inizio dell'estate 1958, in agosto veniva trasmesso da tutte le radio degli States, raggiungendo in breve tempo la vetta delle 500 000 copie vendute.
Al termine del suo primo tour, Ritchie Valens torna in studio per registrare Donna, una canzone che scrisse al liceo per la sua ragazza: Donna Ludwig. Sul lato B del singolo incise La Bamba, una tradizionale canzone huapango del Messico orientale (l'huapango è una canzone formata da versi apparentemente senza senso, il cui significato è noto solo all'autore).
Keane non voleva registrare il singolo perché credeva che un pezzo del genere, cantato interamente in spagnolo e con qualche riff di chitarra, non avrebbe fatto presa sul pubblico americano. Donna raggiunse il 2º posto in classifica e La Bamba si fermò al 22º, ma la seconda sarà ricordata come la più famosa canzone dell'artista.

### Morte
Nel gennaio 1959, Ritchie fu scelto per esibirsi al Winter Dance party con altri artisti emergenti (Buddy Holly, The Big Bopper e Dion and the Belmonts). Si trattava di un tour che avrebbe dovuto portare gli artisti ad esibirsi per tutto il centro-nord degli Stati Uniti, ogni sera in un luogo diverso. Dopo la loro performance a Clear Lake, nello Iowa, i ragazzi stanchi e infreddoliti decisero, su suggerimento di Buddy Holly, vista l'indisponibilità dell'autobus fuori uso, di affittare un piccolo aeroplano che li avrebbe trasportati a Fargo, nel Dakota del Nord, luogo della successiva esibizione. Non essendoci posti sufficienti a bordo, Ritchie e il chitarrista Tommy Allsup decisero di affidare alla sorte la scelta dell'ultimo posto disponibile con il lancio della moneta: fu Valens ad aggiudicarsi il posto sull'aereo.

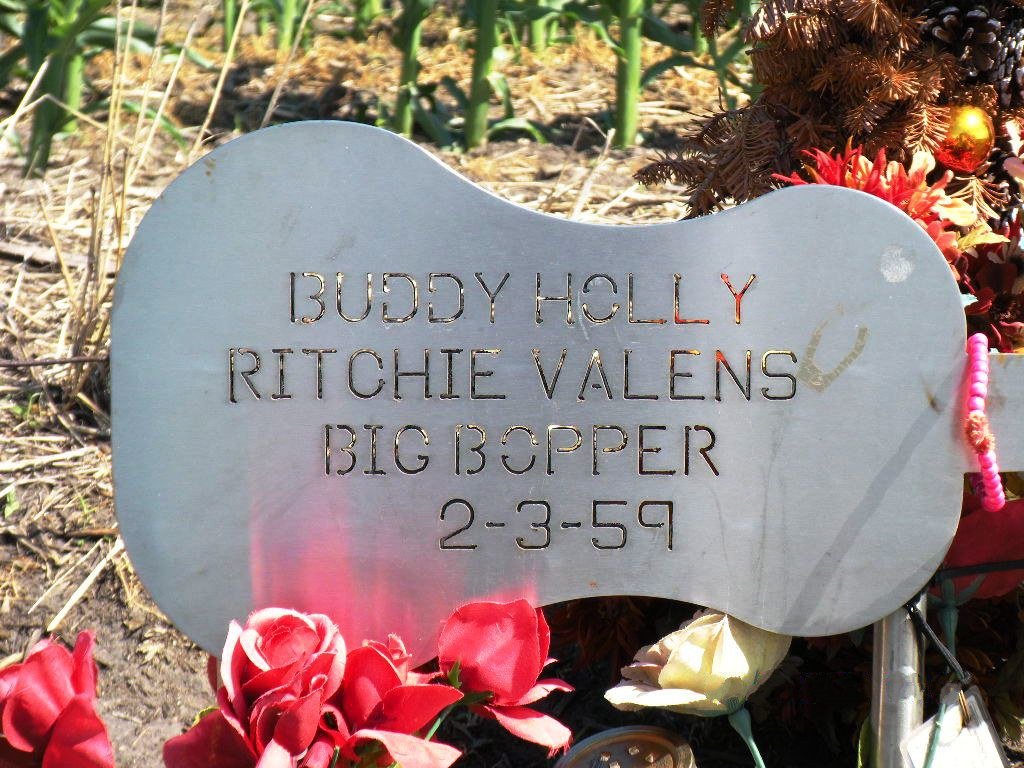
Targa commemorativa sul luogo dell'incidente

I ragazzi arrivarono alle 00:40 all'aeroporto e qui conobbero il ventunenne pilota Roger Peterson che, poco prima dell'una di notte, decollò nonostante avesse pochissima esperienza di volo e, pare, senza autorizzazione della torre di controllo (una nebbia fitta impediva di avere una buona visibilità). Probabilmente Peterson andò in confusione a causa della visibilità troppo scarsa, non rendendosi conto che la strumentazione di bordo gli stava segnalando che l'aereo scendeva invece di salire.
Così, pochi minuti dopo il decollo, l'aereo si schiantò al suolo in un campo di grano. La mattina seguente i corpi di Buddy Holly e Ritchie Valens furono trovati a 6 metri dall'aereo, quelli di Big Bopper e del pilota a 45 metri di distanza. Ritchie Valens aveva soltanto 17 anni e il 3 febbraio 1959 sarà ricordato come Il giorno in cui è morta la musica (The Day the Music Died in lingua inglese).
Alla sua vita è ispirato il film La Bamba del 1987.

## Discografia

### Album
- Marzo 1959: Ritchie Valens (Del-Fi, DFLP 1201)
- Ottobre 1959 Ritchie (Del-Fi, DFLP 1206)
- Dicembre 1960 In Concert at Pacoima Jr. High (Del-Fi, DFLP 1214)

### EP
- 1960: La Bamba/We Belong Together/Donna/Framed (Del-Fi, D 101)
- 1960: Ritchie Valens Sings (Del-Fi, DFEP 111)

### Singoli
- Settembre 1958: Come On, Let's Go/Framed (Del-Fi, 4106)
- Ottobre 1958: Donna/La Bamba (Del-Fi, 4110)
- 1959: Fast Freight/Big Baby Blues (Del-Fi, 4111; pubblicato come Arvee Allens)
- 1959: That's My Little Suzie/In a Turkish Town (Del-Fi, 4114)
- 1959: Little Girl/We Belong Togethern (Del-Fi, 4117)
- 1959: Stay Beside Me/Big Baby Blues (Del-Fi, 4128)
- 1960: Cry, Cry, Cry/Paddiwack Song (Del-Fi, 4133)

## Riconoscimenti
- Young Hollywood Hall of Fame (1950's)